# Foam cells

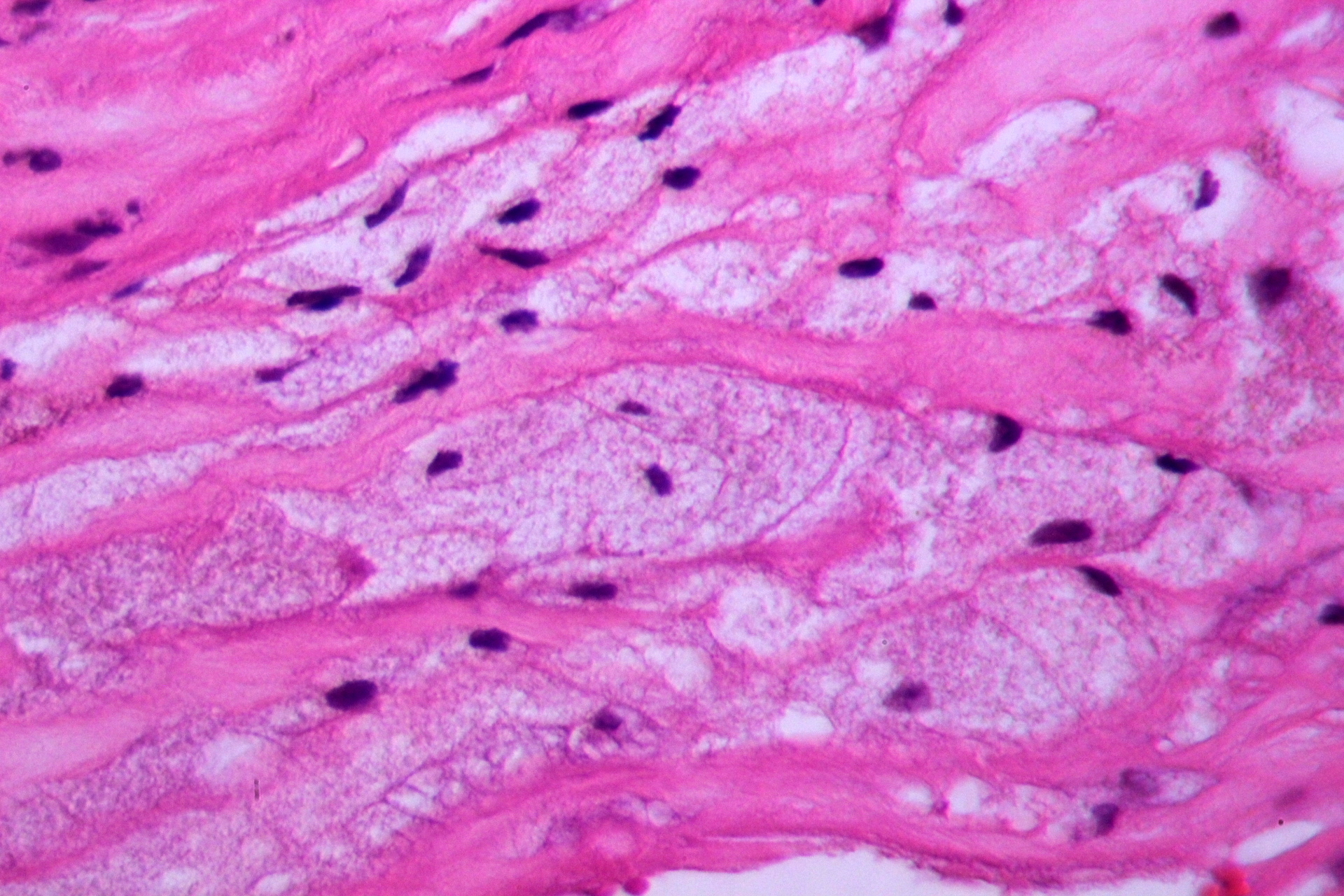
Foam cells al microscopio ottico.

Le foam cells delle lesioni aterosclerotiche sono macrofagi e cellule muscolari lisce infarcite di lipidi derivati dalla fagocitosi delle LDL modificate. L'aspetto schiumoso è provocato dall'estrazione dei lipidi, contenuti nei vacuoli o nelle gocce citoplasmatiche, a opera dei solventi organici; con la colorazione con oil red O i depositi grassosi vengono evidenziati in rosso.
Le foam cells rimuovono le LDL attraverso l'endocitosi: 
- endocitosi recettore-dipendente, che utilizza il recettore LDL-R ed è esclusiva per le LDL native e le mm-LDL;
- fagocitosi, che si serve dei recettori spazzini o scavenger receptor (SR) e rimuove le LDL modificate;
- pinocitosi, che acquisisce dall'esterno piccole quantità di liquidi insieme alle particelle di soluto presenti (Ag-LDL);
- patocitosi, che impiega la rete di tubuli descritta sopra.

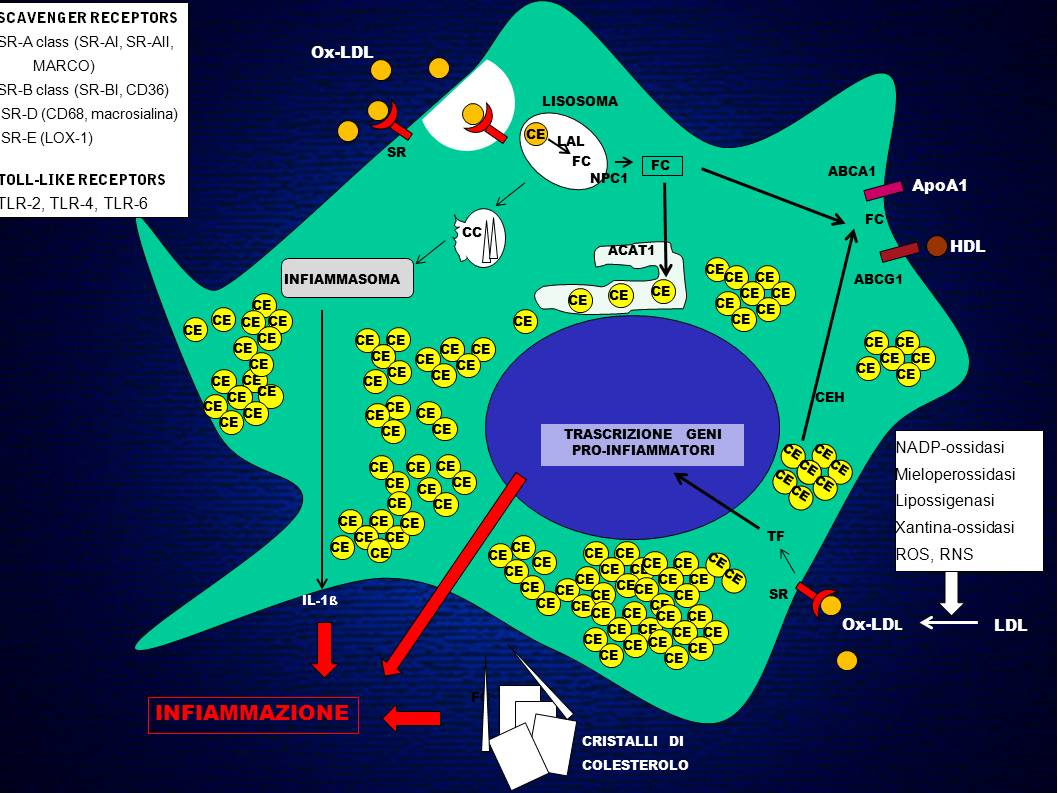
Foam cell. ACAT-1, acil-coenzima A-colesterol-aciltrasferasi; CC, cristalli di colesterolo; CE, colesterolo esterificato; CEH, idrolasi esteri del colesterolo; FC, colesterolo non esterificato; LAL, Lipasi acida lisosomiale; NPC-1, proteina Niemann-Pick tipo C1; SR, recettori scavenger; TF, fattori di trascrizione.

L'endocitosi mediata da LDL-R è soggetta a feed-back negativo e pertanto l'assunzione di LDL native non influisce sulla formazione delle foam cells: quando la concentrazione intracellulare di colesterolo libero diviene eccessiva, la sintesi di LDL-R viene inibita e così l'endocitosi delle LDl native si arresta. Al contrario la fagocitosi delle ox-LDL tramite SR non è soggetta ad alcun controllo, per cui è in tal modo che si dà origine alle foam cells. Le ox-LDL contengono inoltre "profili molecolari associati al danno" che vengono riconosciuti dai recettori Toll-Like 2 e 4 (TLR). Le mm-LDL si legano sia a LDL-R che a TLR-4. Il legame mm-LDL con TLR-4, oltre a introdurre le lipoproteine nelle cellule, stimola la macropinocitosi e contribuisce significativamente alla genesi delle foam cells.
Le vescicole generate dall'endocitosi riversano il loro contenuto nei lisosomi, dove le idrolasi acide lisosomiali degradano le LDL; gli esteri del colesterolo sono idrolizzati in acidi grassi e colesterolo libero. Le ag-LDL possono essere idrolizzate direttamente in ambiente extracellulare per la secrezione degli enzimi lisosomiali; il fenomeno è stato indicato come sinapsi lisosomiale. Il colesterolo libero può quindi seguire due distinte vie metaboliche. Nella prima, esso si localizza nella membrana plasmatica per essere ceduto alle HDL.
L'interazione LDL modificate-recettori spazzini dà l'avvio alla produzione di numerose molecole pro-infiammatorie, radicali liberi e enzimi proteolitici (metalloproteasi); queste ultime indeboliscono la cappa fibrosa dell'ateroma e ne favoriscono l'ulcerazione. Infine, l'eccesso di colesterolo libero ha un effetto citotossico: la sua concentrazione nelle membrane cellulari altera la funzione di enzimi e recettori.